# 툰먼 커뮤니티 네트워크
툰먼 커뮤니티 네트워크(屯門社區網絡)은 2016년 홍콩의 본토파 정당이다. 2021년 10월 7일에 해산했습니다.